# Boulgou (tỉnh)
Boulgou là một trong 45 tỉnh của Burkina Faso, trong vùng Centre-Est. Tỉnh lỵ là Tenkodogo. Dân số Boulgou năm 2006 là 542.286 người.
Boulgou được chia thành 13 tổng:
| Tổng             | Thủ phủ    | Dân số (Điều tra năm 2006) |
| ---------------- | ---------- | -------------------------- |
| Bagré (tổng)     | Bagré Town | 29.328                     |
| Bané (tổng)      | Bané       | 24. 541                    |
| Béguédo (tổng)   | Béguédo    | 19.665                     |
| Bissiga (tổng)   | Bissiga    | 21.228                     |
| Bittou (tổng)    | Bittou     | 70.760                     |
| Boussouma (tổng) | Boussouma  | 26.473                     |
| Garango (tổng)   | Garango    | 71.408                     |
| Komtoèga (tổng)  | Komtoèga   | 20.126                     |
| Niaogho (tổng)   | Niaogho    | 19.091                     |
| Tenkodogo (tổng) | Tenkodogo  | 124.053                    |
| Zabré (tổng)     | Zabré      | 84.728                     |
| Zoaga (tổng)     | Zoaga      | 10.892                     |
| Zonsé (tổng)     | Zonsé      | 19.993                     |